# Січний Іван Микитович
Січний Іван Микитович (24 червня 1893 — 20 жовтня 1982) — почесний громадянин Кременчука.

## Життєпис
Іван Микитович Січний народився 24 червня 1893 р. в м. Кременчуці (у Крюкові) Полтавської губернії в робітничій родині.
З 13 років працював вантажником на тютюновій фабриці, потім учнем молотобійця, молотобійцем на лісопильних заводах.
У 1914—1917 рр. перебував у діючій армії на фронтах Першої світової війни. У грудні 1917 повернувся до Крюкова, брав участь у діяльності комітету безробітних солдатів, вступив до Крюківського загону Червоної гвардії.
Учасник громадянської війни, пройшов шлях від рядового червоноармійця до командира полку. На боці Червоної армії воював проти німецько-австрійських військ, білокозаків отамана Краснова, військ генерала Денікіна та ін.
У 1921 працював начальником губернських курсів міліції та губернського міліцейського резерву, слідчим. У 1922—1926 рр. працював на керівних посадах в органах міліції Золотоноші, Кривого Рогу, Дніпропетровська, Софіївки.
У 1926—1941 — голова виконкому П'ятихатського району, міста Нікополя, Будьонівського, Володарського районів Донецької області, міста Ровеньки Ворошиловградської області.
У роки Другої світової війни з 1941 р. І. М. Січний був помічником командира батальйону 212-ї повітрянодесантної бригади 3-го повітрянодесантного корпусу; помічником командира 13-ї гвардійської Полтавської двічі Червонопрапорної орденів Суворова і Кутузова стрілецької дивізії. Брав участь в обороні Києва, Сталінграда, у Сталінградській битві, у битві на Курській дузі, у звільненні від нацистських окупантів Полтави, Кременчука, Кіровограда, Львова, Кишинева, Ченстохова. Бреславля, Дрездена, Праги.
Обоє його синів теж воювали на фронтах Другої світової війни; старший поліг смертю хоробрих.
У 1946—1948 рр. підполковник запасу І. М. Січний очолював виконком міста Краснодон Ворошиловградської області.
1956 року повернувся до Кременчука, де активно працював у міській раді ветеранів.
Помер І. М. Січний 20 жовтня 1982 року у Кременчуці.

## Нагороди
- Ордени Червоної Зірки (1942, 1943, 1967)
- Орден Вітчизняної війни II ступеня (1944),
- Орден Червоного Прапора (1945)
- медалі «За оборону Сталінграда» (1942), «За визволення Праги» (1946), «За перемогу над Німеччиною у Великій Вітчизняній війні 1941—1945 рр.» (1945),
- ювілейними медалями та знаками.
- звання «Почесний громадянин міста Кременчука» за активну участь у встановленні радянської влади в місті Кременчуці та організацію робітничо-селянської міліції.[1][2]